# Abbaye de Forde
Pour les articles homonymes, voir Forde (homonymie).
L’abbaye de Forde est une abbaye cistercienne située à Thorncombe, située dans le Dorset (mais à proximité immédiate de la ville de Chard qui est dans le Somerset), en Angleterre. Elle a été bâtie à partir de 1141. Comme la plupart des abbayes anglaises, elle a été fermée en 1539, durant la campagne de dissolution des monastères.

## Histoire

### Le prieuré de Brightley
En 1133, Richard de Brioniis (aussi connu sous le nom de Richard FitzBaldwin) demande aux moines de l'abbaye de Waverley de venir fonder une abbaye cistercienne sur son fief, à Brightley (en). Ceux-ci acceptent et, en 1136, les moines sont installés. Mais le terrain est inadapté à l'implantation d'une grande abbaye, notamment à cause de la proximité des Dartmoor incultivables. Les moines jettent donc l'éponge et choisissent de regagner leur abbaye-mère, celle de Waverley dans le Surrey.

### La fondation de l'abbaye
Sur le chemin du retour, les moines rencontrent la sœur de leur protecteur, Adelicia de Brioniis. Entretemps, son frère Richard est mort, et, tenant à honorer la promesse du défunt, celle-ci leur propose un site qu'elle juge plus adapté aux besoins d'une vie monastique, le manoir de Thorncombe, situé dans la vallée de la rivière Axe (en), d'où le nom de l'abbaye, située sur un passable guéable (gué se traduisant en anglais par ford). Les moines acceptent cette proposition ; en sept ans, l'abbaye est construite.

### Prospérité et renommée
L'abbaye de Forde prospère rapidement et fonde deux abbayes-filles, Bindon en 1149 et Dunkeswell en 1201. Son troisième abbé, Baudouin de Forde (Baldwin), est nommé archevêque de Cantorbéry de 1185 à sa mort en 1190, alors qu'il participait à la troisième croisade. C'est lui qui avait couronné Richard Cœur de Lion. Son successeur, John Devonius, n'est pas moins traité avec honneurs puisqu'il est choisi par Jean sans terre pour être son confesseur.

### La dissolution
En 1539, comme de nombreuses autres abbayes anglaises, à la suite de la rupture entre Henry VIII et l'Église catholique, l'abbaye de Thame est fermée lors de la campagne de dissolution des monastères.